# Head On (The Jesus and Mary Chain)
Head On è un singolo del gruppo musicale britannico The Jesus and Mary Chain, pubblicato il 6 novembre 1989 come secondo e ultimo estratto dall'album Automatic.

## Il disco

### Contesto
Nel Regno Unito venne distribuito in sette diversi formati, tra cui quattro singoli da 7". Uscì un 7" a settimana e uno di questi comprendeva una scatola di cartone per ospitare il set completo.
Anche se il singolo raggiunse soltanto il n° 57 nel Regno Unito, arrivò al n° 2 nella classifica delle Alternative Songs negli Stati Uniti. In Australia, il singolo raggiunse il n° 102 nella classifica ARIA Charts.
La canzone è stata reinterpretata da molti altri gruppi, in particolare dalla band americana di alternative rock Pixies nel loro quarto album in studio, Trompe le Monde.

### Stile musicale
Denise Sullivan di AllMusic ha descritto la canzone come un "progetto post-punk nella tradizione dei Joy Division/New Order". Il brano si basa su un basso sintetizzato e una drum machine, quest'ultima che fornisce un ritmo pop influenzato dalla new wave. Mentre la canzone manca degli strati di feedback di chitarra dei lavori precedenti, presenta un "riff in stile anni Cinquanta", fornito da William Reid. Lo stile della canzone è stato anche paragonato al suono dei Beach Boys.

## Tracce
Testi e musiche di W. e J. Reid.

### 7" NEG42
Lato A
1. Head On - 4:11

Lato B
1. In the Black - 2:59

### 7" NEG42XB
Lato A
1. Head On - 4:11

Lato B
1. Terminal Beach - 2:25

### 7" NEG42Y
Lato A
1. Head On - 4:11

Lato B
1. Deviant Slice - 2:59

### 7" NEG42Z
Lato A
1. Head On - 4:11

Lato B
1. I'm Glad I Never - 1:31

### 12"
Lato A
1. Head On - 4:11

Lato B
1. In the Black - 2:59
2. Terminal Beach - 2:25

### CD
1. Head On - 4:11
2. In the Black - 2:54
3. Drop (Acoustic Re-Mix) - 1:54
4. Break Me Down - 2:29

### Musicassetta singola
Lato A e lato B
1. Head On - 4:11
2. In the Black - 2:59

## Formazione
- Jim Reid - voce, chitarra, sintetizzatore, programmazione batteria
- William Reid - chitarra, sintetizzatore, programmazione batteria